# Občina Šentrupert

Občina Šentrupert - Jihovýchodní slovinský region

Občina Šentrupert je jednou z 212 občin ve Slovinsku. Rozkládá se v Jihovýchodním slovinském regionu a je jednou ze 21 občin tohoto regionu. Její rozloha je 49,1 km² a v lednu 2014 zde žilo 2890 lidí. Správním centrem občiny je vesnice Šentrupert. V občině je celkem 25 vesnic.

## Poloha, popis
Při jižním okraji občiny protéká říčka Mirna. Téměř souběžně s ní zde prochází silnice č.215 a také železniční trať. V nížině řeky je nadmořská výška 230 m, která stoupá směrem na sever až téměř na 600 m.
Sousedními občinami jsou: Litija na západě a severozápadě , Sevnica na východě, Mokronog-Trebelno na jihovýchodě, Mirna na jihozápadě.

## Vesnice v občině
Bistrica, Brinje, Dolenje Jesenice, Draga pri Šentrupertu, Gorenje Jesenice, Hom, Hrastno, Kamnje, Kostanjevica, Mali Cirnik pri Šentjanžu, Okrog, Prelesje, Ravne nad Šentrupertom, Rakovnik pri Šentrupertu, Ravnik, Roženberk, Slovenska vas, Straža, Šentrupert, Škrljevo, Trstenik, Vesela Gora, Vrh, Zabukovje, Zaloka.